# اسلام‌آباد (فامور)
اسلام‌آباد روستایی در دهستان فامور بخش جره و بالاده شهرستان کازرون استان فارس ایران است.

## جمعیت
بر پایه سرشماری عمومی نفوس و مسکن در سال ۱۳۹۵ جمعیت این مکان ۲۳۱ نفر (۶۱ خانوار) بوده‌است.